# NGC 6074
NGC 6074 este o galaxie situată în constelația Hercule. A fost descoperită în 21 iunie 1874 de către Édouard Stephan⁠(d).